# Bagaichhari
Bagaichhari (en bengali : বাঘাইছড়ি) est une upazila du Bangladesh dans le district de Rangamati. En 1991, on y dénombrait 57 380 habitants.